# Estádio D. Afonso Henriques
Az Estádio D. Afonso Henriques egy labdarúgó-stadion Guimarãesben, Portugáliában.
A stadion a Vitória SC nevezetű helyi csapat otthonául szolgál. 
A 2004-es labdarúgó-Európa-bajnokság egyik helyszíne volt. Befogadóképessége 30 165 fő számára biztosított, amely mind ülőhely.
A Benfica magyar labdarúgója, Fehér Miklós ebben a stadionban lett rosszul és esett össze 2004. január 25-én egy Guimarães–Benfica mérkőzésen. Többször is megpróbálták újraéleszteni, de később a kórházba szállítást követően elhunyt.

## Események

### 2004-es Európa-bajnokság
| Dátum       | Időpont UTC+2 | Pályaválasztó | Eredmény | Vendég      | Forduló   | Nézők  |
| ----------- | ------------- | ------------- | -------- | ----------- | --------- | ------ |
| 2004.06.14. | 18.00         | Dánia         | 0–0      | Olaszország | C csoport | 29 595 |
| 2004.06.22. | 20.45         | Olaszország   | 2–1      | Bulgária    | C csoport | 16 002 |